# Hopkinsville
Hopkinsville är en stad och administrativ huvudort (county seat)  i Christian County, Kentucky, USA. Staden har 31 180 invånare (2020), på en yta av 79,76 km².